# Andrea de Angelis
Andrea de Angelis (Roma, 12 febbraio 1975) è un conduttore radiofonico e politico italiano.

## Biografia
Dopo esperienze giovanili nell'ambito di movimenti riconducibili alla destra extraparlamentare, de Angelis si colloca nell'area liberale, dapprima collaborando con i soggetti radicali (in particolare Radicali Italiani e Lega Internazionale Antiproibizionista) nel 1999. Nel luglio del 2001 costituisce con Alessandro Caforio il gruppo di lavoro Antiproibizionisti - Roma che darà vita a partire dal settembre successivo all'iniziativa editoriale di Antiproibizionisti.it. Nel luglio del 2002 fonda con Isidoro Franco Chella l'associazione politica Antiproibizionisti.it e ne diviene presidente, ruolo dal quale si dimette il 18 gennaio 2008. 
Dal mese di luglio del 1999 ha inizio la sua collaborazione con Radio Radicale, con la quale a partire dal 2000 si occupa delle trasmissioni pre-elettorali e post-elettorali. Dall'aprile del 2001 con Alessandro Caforio fino all'anno successivo cura il filodiretto notturno dell'emittente radicale. Poco dopo, in seguito alla scomparsa di Rino Spampanato, assume la direzione di RadioRadicale.it, che lascia nell'ottobre del 2005 in polemica con l'amministrazione dell'azienda.
Ha partecipato alla nascita di Radicali Italiani, entrando a far parte del Comitato Nazionale. Ha fatto parte anche della giunta esecutiva del movimento. Nel 2011 con Luca Nicotra e Romano Scozzafava coordina per Radicali Italiani il gruppo di lavoro per la riforma dello statuto del movimento e l'anno successivo viene eletto dal Comitato Nazionale di Radicali Italiani coordinatore (con Eleonora Mongelli e Michele De Lucia) di una commissione per la riforma dello Statuto del movimento. In entrambi i casi non si arriverà però all'approvazione di alcuna riforma. Abbandona Radicali Italiani a seguito degli esiti del Congresso Nazionale del 2012. Dal 2024 è membro del Consiglio Generale del Partito Radicale, su nomina del segretario Maurizio Turco.
Ricopre il ruolo di capo redattore di Radio Radicale per la quale si occupa di spazi di filodiretto, antiproibizionismo, America Latina, internet e nuove tecnologie. Dal 2008 la sua attività si è concentrata in particolare sull'organizzazione del lavoro. Dal 2009 al gennaio del 2012 ha curato lo "Speciale Calciopoli". Dal 2001 al 2012 ha curato e condotto con Michele De Lucia Hyde Park Corner, trasmissione dedicata agli ascoltatori dell'emittente, in onda ogni lunedì dopo la mezzanotte. Dal 2013 cura con Roberto Lovari l'approfondimento domenicale sull'America Latina. 
Ha collaborato con numerose altre emittenti radiofoniche e televisive, tra le quali: Disco Radio, Radio Roma Capitale, Centro Suono Sport, Tele Radio Stereo, Rete Sport, Radio Romanista, Teleroma56, TeleAmbiente, T9 e GoldTv.
Nel 2014 è stato coordinatore della mostra "Roma Ti Amo", mostra dedicata alla storia della squadra di calcio As Roma, realizzata in collaborazione da Arthemisia Group e proprio As Roma. Dal 2014 è spesso ospite di trasmissioni radiofoniche e televisive dedicate alla squadra di calcio della Roma, con particolare attenzione agli aspetti extra calcistici, soprattutto riguardo al progetto del nuovo stadio della società.
Proprio l’affaire stadio lo porta dal settembre 2017 a scrivere su Il Romanista, con il quale ancora collabora.